# Rafael Dávila (militar)
Gral. Rafael Dávila fue un militar mexicano que participó en la Revolución mexicana. Nació en Coahuila. Realizó estudios de artillería en el Colegio Militar de Chapultepec donde en 1899 obtuvo el grado de teniente coronel. En 1909 ascendió a general brigadier y fue nombrado director de la Fábrica Nacional de Pólvora. En 1912 fungió como director de los Almacenes Nacionales de Artillería. En enero de 1914 figuró como miembro del Estado Mayor Presidencial de Victoriano Huerta, con el grado de general de brigada. Se retiró el ejército y ocupó diversos puestos en la Secretaría de Hacienda. Murió en la Ciudad de México.